# 漢江
漢江（ハンガン・かんこう、朝: 한강、英: Han River）は、朝鮮半島、主に大韓民国（韓国）統治圏の北部を流れる河川。全長494 km、流域面積35,770 km2。洛東江に続いて韓国2位の長さであるが、流域面積は洛東江より広く、韓国1位である。

## 概説
朝鮮民主主義人民共和国（北朝鮮）統治地域の江原道通川郡に源を発し、春川市など江原特別自治道北部から京畿道北東部を南流してきた北漢江と、江原特別自治道南部の太白市に源を発し、忠清北道東部、京畿道南東部を北流してきた南漢江が、河南市・南楊州市・楊平郡の境で合流し、ソウル特別市の中央部を北西方向へ流れ、坡州市の烏頭山統一展望台付近で臨津江と合流し黄海の江華湾（京畿湾）に注いでいる。ソウル周辺では1 kmを超える川幅があった。
元々「ハンガン」は朝鮮語の固有語であり、「ハン（한）」は「王」もしくは「大きい」を意味したが、当て字として「漢江」の表記を借用したのが定着した。古くは「韓川」または「阿利水」とも書かれた。
漢江にはチョウセンイチモンジタナゴ、チョウセントゲタナゴ、クロヒレヒガイ、スナメリ、クロベンケイガニなどの水生生物およびカルガモ、ゴイサギ、シマアオジ、クロツラヘラサギなどの鳥類が生息している。ソウル中心部の中州の栗島とオオタチヤナギの生える高陽市の獐項湿地はラムサール条約登録地である。
河口付近（臨津江との合流部より下流）は北朝鮮との軍事境界線が設定されており、民間の船舶は航行が制限されている。
朝鮮戦争中の1950年6月28日、北朝鮮軍の南下阻止のために、この川に架かるソウル市内の漢江人道橋（漢江大橋）が韓国軍によって爆破された際には、多数の避難民が巻き込まれ多くの犠牲者が出た（漢江人道橋爆破事件）。
1960年代以降の韓国の高度経済成長のことを漢江にちなんで「漢江の奇跡」と呼ぶ。
1982 - 86年には、1988年ソウルオリンピック関連事業を兼ねて、漢江総合開発事業が実施された。流路を幅725 - 1175メートル（m）に拡げ、平均水深を2.5mとした。ここから出てきたバラス、砂利など約7000立方メートル(㎥)のうち約5300㎥を建設資材（骨材）として売却し、骨材に使用しがたい土砂1555㎥は、河川工事の敷地造成、オリンピック道路造成の盛土材として使用された。もし河床整備のために貯水路掘削工事を業者に依頼していれば工事代金で約1500億ウォンを支出する必要があったが、骨材売却のおかげで、逆に業者から2000億ウォンを受け取った。漢江改修事業は、貯水路整備、分流下水管路建設、河川敷地高洲造成、オリンピック道路建設造成、河川敷地の市民公園化で構成された。河川敷地に造成された漢江市民公園は13地区、総面積693㎢だった。体育施設、娯楽施設、釣り場など、ソウル市民が余暇を楽しめる緑地空間と施設が整えられ、漢江を単純な「流れる水」ではなく「水の公園」とする狙いがあった。
2013年3月には、漢江のコンクリート護岸を撤去の上、汝矣島周辺などに「漢江の森」を造成する計画などを盛り込んだ「漢江自然性回復基本構想」をソウル特別市が発表した。

## 漢江下流の橋一覧

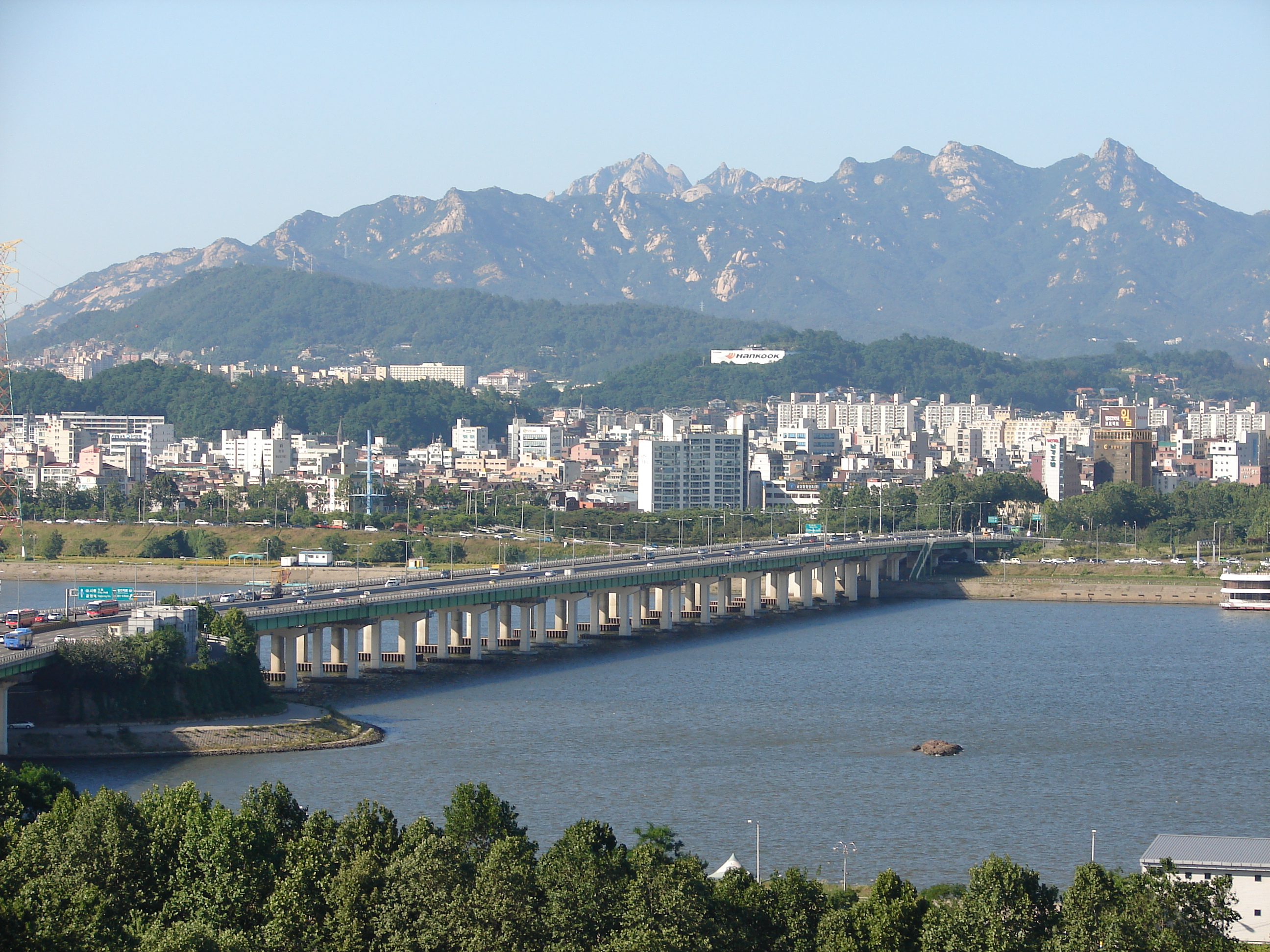
楊花大橋

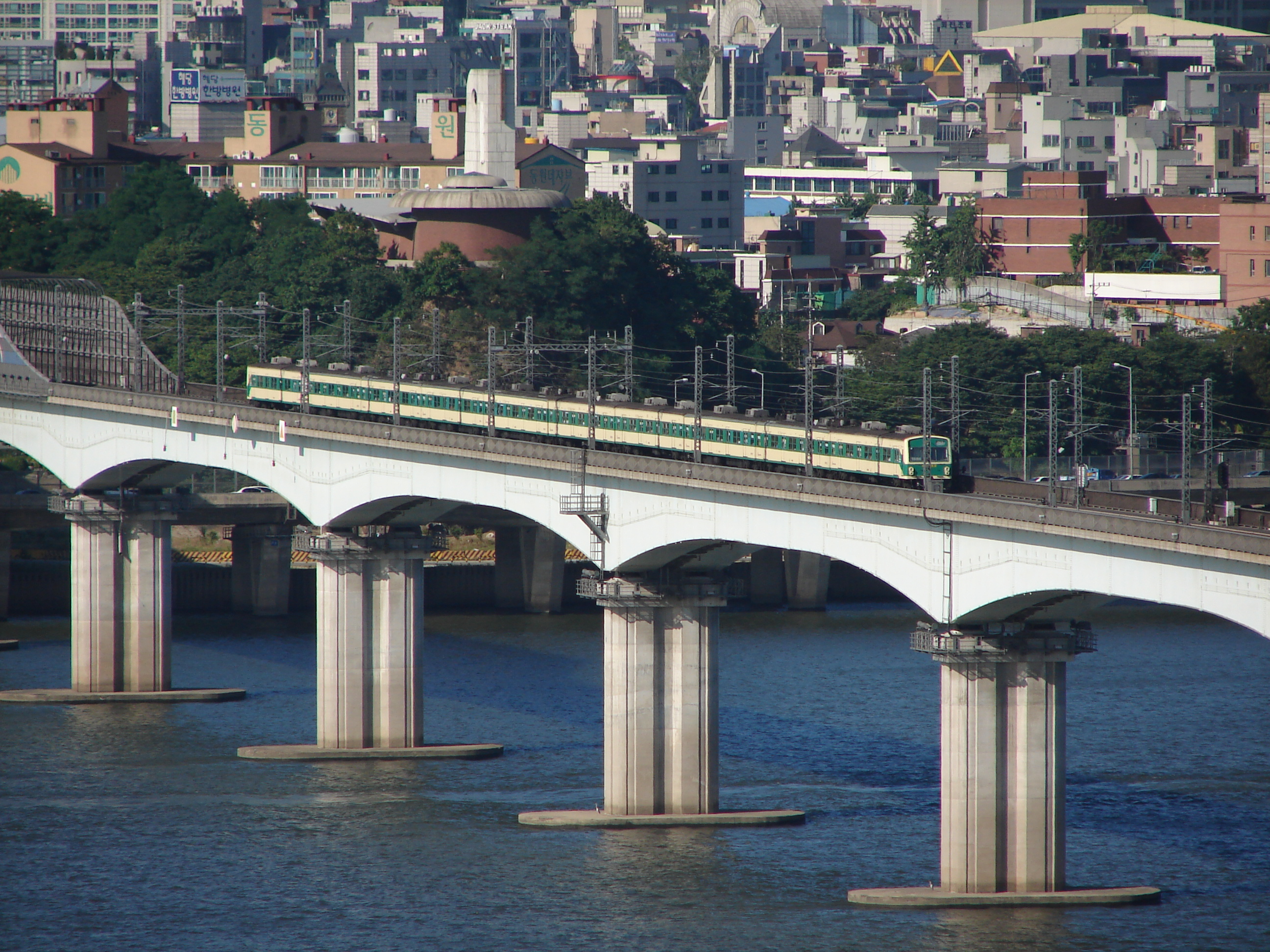
堂山鉄橋

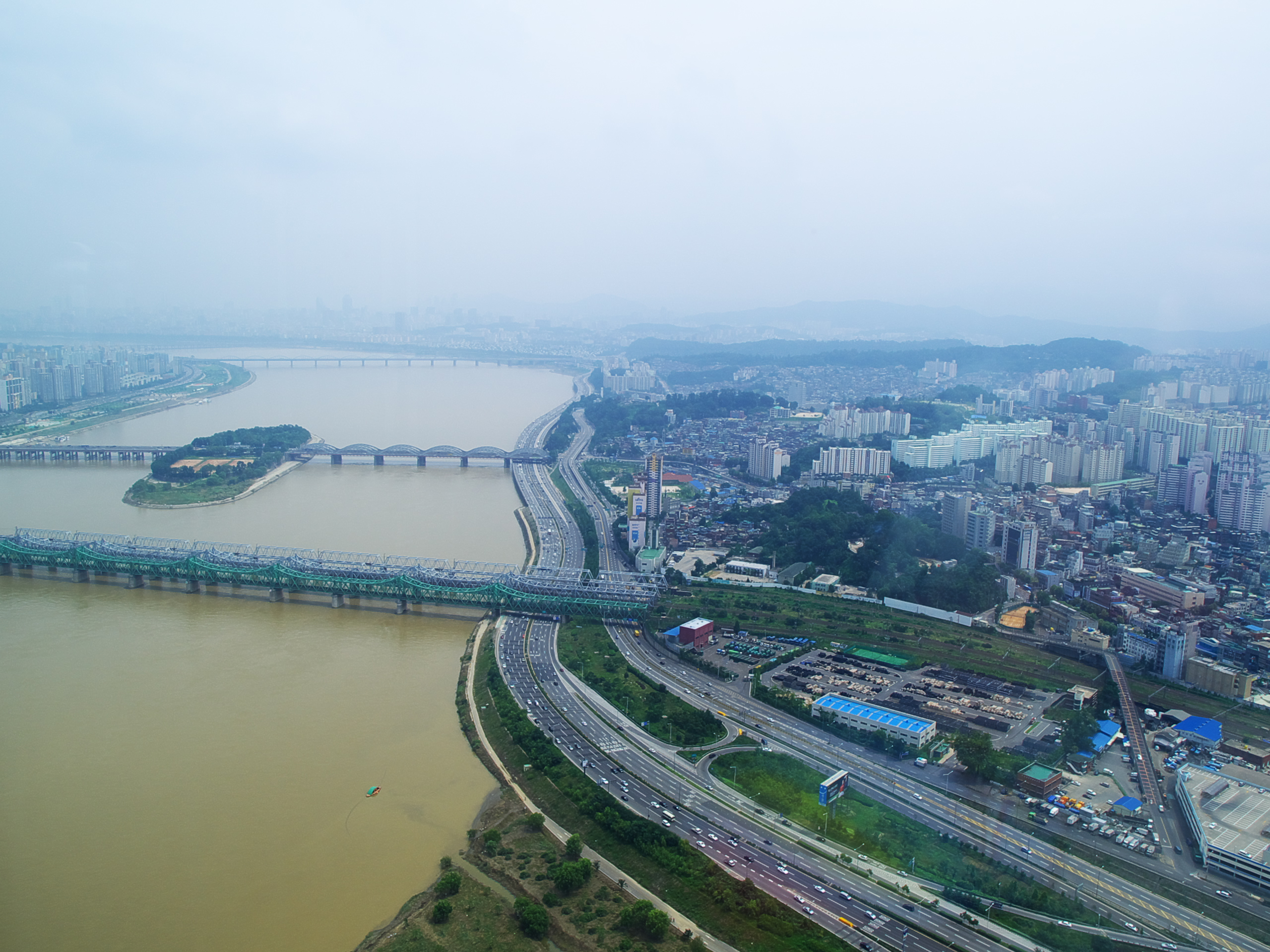
漢江鉄橋（手前）と漢江大橋（奥）

ソウル特別市と京畿道には27の橋が漢江に架かっている。仁川国際空港または金浦国際空港からバスでソウル東部のロッテホテルなどへオリンピック大路に沿って移動する際には、加陽大橋からオリンピック大橋まで19の橋を見ることができる。
| 日本語名称       | 英語名称                  | 朝鮮語名称      | 備考・経由路線                                                                                         |
| ---------------- | ------------------------- | --------------- | --- |
| 一山大橋         | Ilsan Bridge              | 일산대교        | 地方道98号・356号（有料道路）                                                                          |
| 金浦大橋         | Gimpo Bridge              | 김포대교        | ソウル外郭循環高速道路                                                                                 |
| 幸州大橋         | Haengju Bridge            | 행주대교        | 国道39号                                                                                               |
| 傍花大橋         | Banghwa Bridge            | 방화대교        | 仁川国際空港高速道路                                                                                   |
| 麻谷大橋         | Magok Bridge              | 마곡대교        | 仁川国際空港鉄道                                                                                       |
| 加陽大橋         | Gayang Bridge             | 가양대교        | ソウル特別市道 禾谷路                                                                                  |
| 城山大橋 (漢江)  | Seongsan Bridge           | 성산대교        | 国道1号・48号                                                                                          |
| 楊花大橋         | Yanghwa Bridge            | 양화대교        | 国道6号・77号                                                                                          |
| 堂山鉄橋         | Dangsan Railway Bridge    | 당산철교        | ソウル交通公社2号線                                                                                    |
| 西江大橋         | Seogang Bridge            | 서강대교        | ソウル特別市道 国会大路                                                                                |
| 麻浦大橋         | Mapo Bridge               | 마포대교        | 国道46号・ソウル特別市道60号                                                                           |
| 元暁大橋         | Wonhyo Bridge             | 원효대교        | ソウル特別市道 汝矣大方路                                                                              |
| 漢江鉄橋         | Hangang Railway Bridge    | 한강철교        | 京釜線                                                                                                 |
| 漢江大橋         | Hangang Bridge            | 한강대교        | ソウル特別市道21号                                                                                     |
| 銅雀大橋         | Dongjak Bridge            | 동작대교        | ソウル特別市道 銅雀大路 ソウル交通公社4号線（鉄道道路併用橋）                                          |
| 盤浦大橋 潜水橋  | Banpo Bridge Jamsu Bridge | 반포대교 잠수교 | ソウル特別市道31号（ダブルデッキ） 潜水橋は洪水時通行止                                                |
| 漢南大橋         | Hannam Bridge             | 한남대교        | ソウル特別市道41号 アジアハイウェイ1号線の一部                                                         |
| 東湖大橋         | Dongho Bridge             | 동호대교        | ソウル特別市道 論峴路 ソウル交通公社3号線（鉄道道路併用橋）                                            |
| 聖水大橋         | Seongsu Bridge            | 성수대교        | ソウル特別市道51号                                                                                     |
| 永東大橋         | Yeongdong Bridge          | 영동대교        | 国道47号・地方道23号                                                                                   |
| 清潭大橋         | Cheongdam Bridge          | 청담대교        | ソウル都市高速道路：東部幹線道路（自動車専用道路） ソウル交通公社7号線（ダブルデッキ・鉄道道路併用橋） |
| 蚕室大橋         | Jamsil Bridge             | 잠실대교        | 国道6号・ソウル特別市道71号                                                                            |
| 蚕室鉄橋         | Jamsil Railway Bridge     | 잠실철교        | ソウル交通公社2号線（鉄道道路併用橋）                                                                  |
| オリンピック大橋 | Olympic Bridge            | 올림픽대교      | ソウル特別市道60号                                                                                     |
| 千戸大橋         | Cheonho Bridge            | 천호대교        | 国道43号・ソウル特別市道50号                                                                           |
| 広津橋           | Gwangjin Bridge           | 광진교          | ソウル特別市道 九川面路                                                                                |
| 九里岩寺大橋     | Guri–Amsa Bridge          | 구리암사대교    | ソウル特別市道92号                                                                                     |
| 江東大橋         | Gangdong Bridge           | 강동대교        | ソウル外郭循環高速道路                                                                                 |
| 渼沙大橋         | Misa Bridge               | 미사대교        | ソウル-襄陽高速道路                                                                                    |
| 八堂大橋         | Paldang Bridge            | 팔당대교        | 国道45号                                                                                               |
| 八堂ダム工道橋   | -                         | 팔당댐공도교    | 週末・祝日のみ小型車通過可、それ以外は通行規制                                                         |
| 南漢江・北漢江へ |                           |                 | |

夜間にライトアップされる橋もいくつかある。永東大橋については　李成愛（イ・ソンエ）、周炫美（チュ・ヒョンミ）などが歌う流行歌「雨降るヨンドンギョ（永東橋）」が日本でも比較的知られている。

## 支流
下流より記載
- 臨津江
- 中浪川（朝鮮語版）
  - 清渓川
- 炭川
  - 良才川
  - 盆唐川
- 北漢江